# 이 한몸 돌이 되어
"이 한몸 돌이 되어"는 1983년에 개봉한 대한민국의 영화이다.

## 캐스팅
- 윤양하
- 윤연경
- 최윤석
- 진유영
- 나영희
- 황해
- 방희
- 곽은경
- 문정숙
- 장혁
- 김만
- 최동준
- 김기주
- 박종설
- 유명순
- 임택선
- 신찬일
- 주상호
- 주일몽
- 임해림
- 한국남
- 안진수
- 유일문
- 박부양
- 양일민
- 나갑성
- 추석양
- 박민호
- 임성포
- 오영화
- 이인옥
- 김지영
- 조학자
- 김경란
- 양춘
- 박예숙
- 김애라
- 성명순
- 홍윤정
- 전숙
- 이정애
- 정미경
- 권일정
- 석인수
- 이숙희
- 신지은
- 지윤주
- 최나영
- 최명희
- 박인순
- 장정국
- 마도식
- 강종태
- 최민규
- 김우석
- 서평석
- 오세장
- 신동욱
- 박광진
- 박병기
- 박달
- 최준
- 손전
- 추봉
- 박일
- 김예성
- 최흥규
- 홍성환
- 오중근
- 정영국
- 장철
- 김월성
- 한명환
- 사원배
- 오희찬
- 김우빈
- 강희
- 김진규
- 박암
- 윤일봉
- 진봉진
- 최성호
- 독고성
- 최성
- 최병철
- 현길수
- 정규영
- 김기종
- 문태선
- 김기범
- 최재호
- 한은진